# Catherine de Racconigi
Catherine de Racconigi (Racconigi, juin 1486 - Caramagna Piemonte, 4 septembre 1547) est une tertiaire dominicaine stigmatisée reconnue bienheureuse par l'Église catholique.

## Biographie
Catherine Mattei est née à Racconigi dans le Piémont en juin 1486, dans un milieu modeste. Son père Georges Mattei est serrurier et sa mère Billia Ferrari, tisserande. La famille s'enfonce progressivement dans la pauvreté du fait de guerres à répétitions dans le pays. À l'âge de cinq ans, Catherine aurait eu des visions de Jésus-Christ, de la Vierge et d'autres saints, dont Catherine de Sienne. Elle avait de fréquentes extases,,.
Bien qu'elle soit attirée par la vie religieuse, elle commence à travailler comme tisseuse de rubans dès son enfance. A l'âge de 23 ans, elle commence à fréquenter un petit couvent dominicain et se place sous la direction spirituelle d'un prédicateur célèbre : Domenico Onesti de Bra. Mais très vite, des rumeurs commencent à circuler autour d’elle, du fait de phénomènes mystiques inexpliqués. En 1512, elle est convoquée devant le tribunal épiscopal de Turin. Finalement acquitté des accusations en 1514, elle est accueillie dans le Tiers-Ordre dominicain à Racconigi. Ses visions augmentent, et elle reçoit les stigmates. De nombreuses personnes viennent la visiter pour lui demander conseils spirituels et prières,,.  
Catherine affronte ensuite une vague de calomnie et de persécutions. En 1523 elle est expulsée de la ville : elle est accusée d'être une disciple de Savonarole ; Bernardin Ier de Savoie la considère comme un « danger publique ». Un ordre est même donné aux couvent de la région leur interdisant de lui accorder un accompagnement spirituel. Elle se réfugie dans la ville de Caramagno où elle s'installe avec deux autres jeunes filles, tertiaires comme elle. Elle meurt le 4 septembre 1547,,.  
Son corps est transféré à Garessio, où il repose toujours dans l'église de Notre-Dame de l'Assomption.

## Notoriété et culte
Le comte Jean-François II Pic de la Mirandole écrit une biographie de Catherine qui est la source principale d'information sur sa vie.
Elle est proclamée bienheureuse par le pape Pie VII en 1808, sa mémoire est célébrée le 4 septembre.
A Racconigi existe toujours la « confrérie de la Bienheureuse Catherine » qui a pour mission de réaliser des œuvres de charité et de célébrer la mémoire de la bienheureuse,.